# Alard Le Preud'homme
Pour les articles homonymes, voir Alard.
Alard Le Preud'homme est un bourgeois lillois qui, vers 1300, a la charge de gérer le domaine d'Annappes (alors dans le comté de Flandre), charge qui l'ennoblit. Avant lui, il y avait un maire, mais étant donné que celui-ci ne retirait plus assez de la gestion du domaine pour vivre noblement, il dut gager son office à des banquiers lillois en 1297.
Les descendants d'Alard Le Preud'homme ont eu par la suite énormément de pouvoir sur la commune. En 1559, les Le Preud'homme qui avaient la mairie comtale obtiennent la haute justice et seigneurie dans tout l'échevinage d'Annappes. Ils y possèdent un château édifié avec donjon, avec des douves, un pont-levis, des prisons et une basse-cour (à l'actuel emplacement du collège Saint-Adrien d'Annappes, à Villeneuve-d'Ascq).